# Caen–Carpiquet repülőtér
A Caen–Carpiquet repülőtér (IATA: CFR, ICAO: LFRK) egy nemzetközi repülőtér Franciaországban, Caen közelében. Éves utasforgalma 301 395 fő (2022).

## Futópályák
A repülőtér futópályái:
- 13/31 (1900 m, 45 m, bitumen)
- 06/24
- 13L/31R (840 m, 45 m, fű)

## Légitársaságok és úticélok
| Légitársaság   | Célállomások                                                                      |
| -------------- | --------------------------------------------------------------------------------- |
| Air France Hop | Lyon, Marseille Szezonális: Ajaccio, Calvi, Figari, Nizza                         |
| Volotea        | Toulouse Szezonális: Ajaccio, Bastia, Figari, Lyon, Marseille, Montpellier, Nizza |

## Forgalom
Az utasforgalom az elmúlt években az alábbi módon változott:
| Utasok száma | 56 627 | 97 347 | 134 717 | 105 881 | 89 868 | 100 029 | 115 015 | 180 910 | 304 769 | 301 395 |
|              | 1997   | 2000   | 2002    | 2006    | 2009   | 2011    | 2014    | 2017    | 2019    | 2022    |